# Leonard Rosenman
Leonard Rosenman (Brooklyn (New York), 7 september 1924 – Woodland Hills (Los Angeles) 4 maart 2008) was een Amerikaanse film en -televisiecomponist met credits in meer dan 130 werken, waaronder de films Barry Lyndon en Bound for Glory waarmee hij de Oscar voor beste bewerkte muziek won.

## Biografie
Rosenman werd geboren in Brooklyn, New York. Zijn ouders waren Joodse immigranten uit Polen. Hij behaalde een bachelordiploma in muziek aan de Universiteit van Californië - Berkeley. Hij studeerde ook compositie bij Arnold Schönberg, Roger Sessions en Luigi Dallapiccola.
Tot Rosenmans vroegste filmwerk behoorden de muziek voor de James Dean-films East of Eden (1955) en Rebel Without a Cause (1955). In de jaren zeventig componeerde hij Bass Concerto Chamber Music 4 voor bassist Buell Neidlinger en vier strijkkwartetten met een tweede bas.
Rosenman overleed op 4 maart 2008 aan een hartaanval in het Motion Picture & Television Country House and Hospital in Woodland Hills, Los Angeles.

## Filmografie
| Jaar | Titel                             | Opmerkingen      |
| ---- | --------------------------------- | ---------------- |
| 1955 | East of Eden                      |                  |
| 1955 | The Cobweb                        |                  |
| 1955 | Rebel Without a Cause             |                  |
| 1957 | Edge of the City                  |                  |
| 1957 | The Young Stranger                |                  |
| 1957 | Bombers B-52                      |                  |
| 1958 | Lafayette Escadrille              |                  |
| 1959 | Pork Chop Hill                    |                  |
| 1959 | The Savage Eye                    |                  |
| 1960 | The Rise and Fall of Legs Diamond |                  |
| 1960 | The Bramble Bush                  |                  |
| 1960 | The Crowded Sky                   |                  |
| 1960 | The Plunderers                    |                  |
| 1961 | The Outsider                      |                  |
| 1962 | Convicts 4                        |                  |
| 1962 | Hell Is for Heroes                |                  |
| 1962 | The Chapman Report                |                  |
| 1966 | Fantastic Voyage                  |                  |
| 1967 | A Covenant with Death             |                  |
| 1967 | Countdown                         |                  |
| 1968 | Hellfighters                      |                  |
| 1970 | A Man Called Horse                |                  |
| 1970 | Beneath the Planet of the Apes    |                  |
| 1971 | The Todd Killings                 |                  |
| 1972 | Irish Whiskey Rebellion           |                  |
| 1973 | Battle for the Planet of the Apes |                  |
| 1975 | Race with the Devil               |                  |
| 1976 | Birch Interval                    |                  |
| 1977 | The Car                           |                  |
| 1977 | September 30, 1955                |                  |
| 1978 | An Enemy of the People            |                  |
| 1978 | The Lord of the Rings             |                  |
| 1979 | Prophecy                          |                  |
| 1979 | Promises in the Dark              |                  |
| 1980 | Hide in Plain Sight               |                  |
| 1980 | The Jazz Singer                   | met Neil Diamond |
| 1982 | Making Love                       |                  |
| 1983 | Cross Creek                       |                  |
| 1984 | Heart of the Stag                 |                  |
| 1985 | Sylvia                            |                  |
| 1986 | Star Trek IV: The Voyage Home     |                  |
| 1989 | Circles in a Forest               |                  |
| 1990 | RoboCop 2                         |                  |
| 1990 | The Color of Evening              |                  |
| 1991 | Ambition                          |                  |
| 1995 | Mrs. Munck                        |                  |
| 1997 | Levitation                        |                  |
| 2001 | Jurij                             |                  |

### Bewerkte muziek
| Jaar | Titel           | Opmerkingen |
| ---- | --------------- | ----------- |
| 1975 | Barry Lyndon    |             |
| 1976 | Bound for Glory |             |

## Overige producties

### Televisiefilms
| Jaar | Titel                               | Opmerkingen |
| ---- | ----------------------------------- | ----------- |
| 1967 | Stranger on the Run                 |             |
| 1968 | Shadow Over Elveron                 |             |
| 1969 | Any Second Now                      |             |
| 1969 | This Savage Land                    |             |
| 1969 | Anatomy of a Crime                  |             |
| 1970 | The 48-Hour Mile                    |             |
| 1971 | In Broad Daylight                   |             |
| 1972 | The Bravos                          |             |
| 1973 | The Cat Creature                    |             |
| 1974 | The Phantom of Hollywood            |             |
| 1974 | Judge Dee and the Monastery Murders |             |
| 1975 | The First 36 Hours of Dr. Durant    |             |
| 1975 | Sky Heist                           |             |
| 1977 | The Possessed                       |             |
| 1977 | Mary White                          |             |
| 1978 | The Other Side of Hell              |             |
| 1979 | Friendly Fire                       |             |
| 1979 | Nero Wolfe                          |             |
| 1980 | City in Fear                        |             |
| 1981 | Murder in Texas                     |             |
| 1982 | The Wall                            |             |
| 1984 | The Return of Marcus Welby, M.D.    |             |
| 1984 | Heartsounds                         |             |
| 1985 | First Steps                         |             |
| 1988 | Promised a Miracle                  |             |
| 1990 | Where Pigeons Go to Die             |             |
| 1991 | Aftermath: A Test of Love           |             |
| 1991 | Keeper of the City                  |             |
| 1995 | The Face on the Milk Carton         |             |

### Televisieseries
| Jaar      | Titel                | Opmerkingen |
| --------- | -------------------- | ----------- |
| 1959-1960 | Law of the Plainsman |             |
| 1962-1969 | Combat!              |             |
| 1967-1968 | Garrison's Gorillas  |             |
| 1967-1969 | The Virginian        |             |
| 1969-1976 | Marcus Welby, M.D.   |             |
| 1976      | Sybil                |             |
| 1984      | Celebrity            |             |

## Prijzen en nominaties

### Academy Awards
| Jaar | Titel                         | Categorie                                                                | Uitslag     |
| ---- | ----------------------------- | ------------------------------------------------------------------------ | ----------- |
| 1976 | Barry Lyndon                  | Beste filmmuziek (originele nummers en bewerkte muziek)                  | Gewonnen    |
| 1977 | Bound for Glory               | Beste filmmuziek (originele nummers en hun bewerking of bewerkte muziek) | Gewonnen    |
| 1984 | Cross Creek                   | Beste filmmuziek (originele muziek)                                      | Genomineerd |
| 1987 | Star Trek IV: The Voyage Home | Beste filmmuziek                                                         | Genomineerd |

### Emmy Awards
| Jaar | Titel         | Categorie                                                                            | Uitslag  |
| ---- | ------------- | ------------------------------------------------------------------------------------ | -------- |
| 1977 | Sybil         | Beste prestatie in muziekcompositie voor een special (dramatische achtergrondmuziek) | Gewonnen |
| 1979 | Friendly Fire | Beste muziekcompositie voor een beperkte serie of een special                        | Gewonnen |

### Golden Globe Awards
| Jaar | Titel                 | Categorie        | Uitslag     |
| ---- | --------------------- | ---------------- | ----------- |
| 1979 | The Lord of the Rings | Beste filmmuziek | Genomineerd |